# Derawali (dialecte)

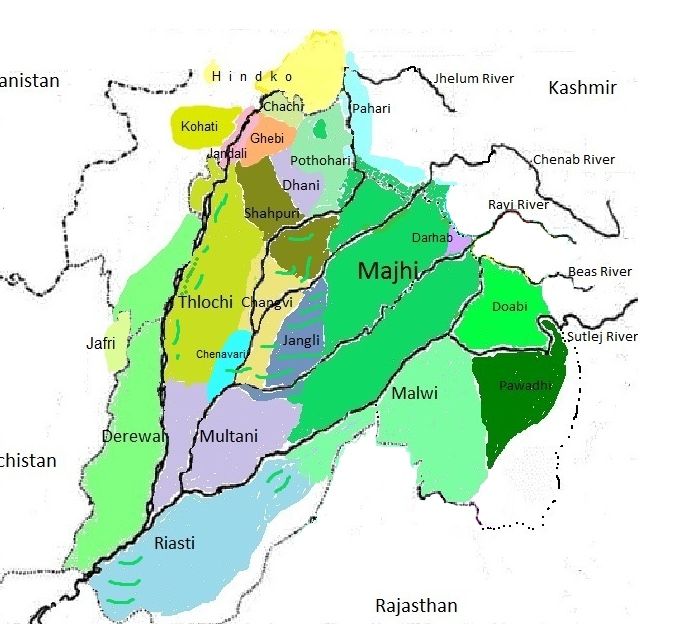
Dialectes Pendjabi-Lahnda

Ḍerāwālī (ڈیریوالی) est un terme fourreau pour les dialectes saraiki parlés par les Derawal dans la région de Derajat au centre du Pakistan.[réf. nécessaire] Dans le district de Dera Ismail Khan, Derawali est le nom local du dialecte thali (en), alors que dans le district de Dera Ghazi Khan, il se réfère au dialecte multani. Dans les deux cas, le dialecte en question est aussi appelé hindkī (ce qui n'est pas à confondre avec le hindko parlé vers le nord).